# Julius Hieronymus Zollikofer
Julius Hieronymus Zollikofer von und zu Altenklingen (* 26. Januar 1713 auf dem Schloss Altenklingen in Wigoltingen; † 9. Januar 1802 ebenda) war ein Bürgermeister von St. Gallen (Schweiz).

## Leben

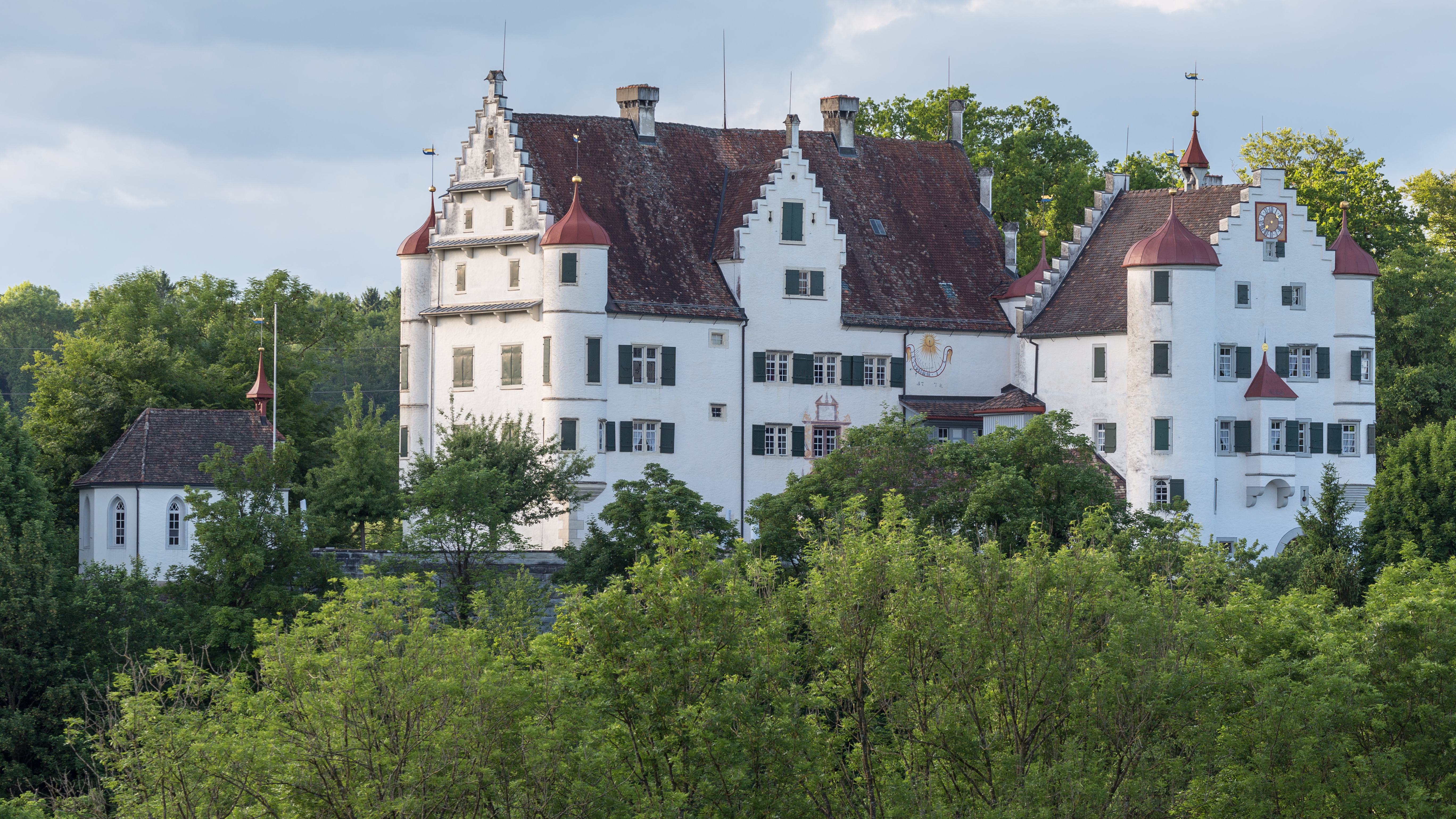
Schloss Altenklingen

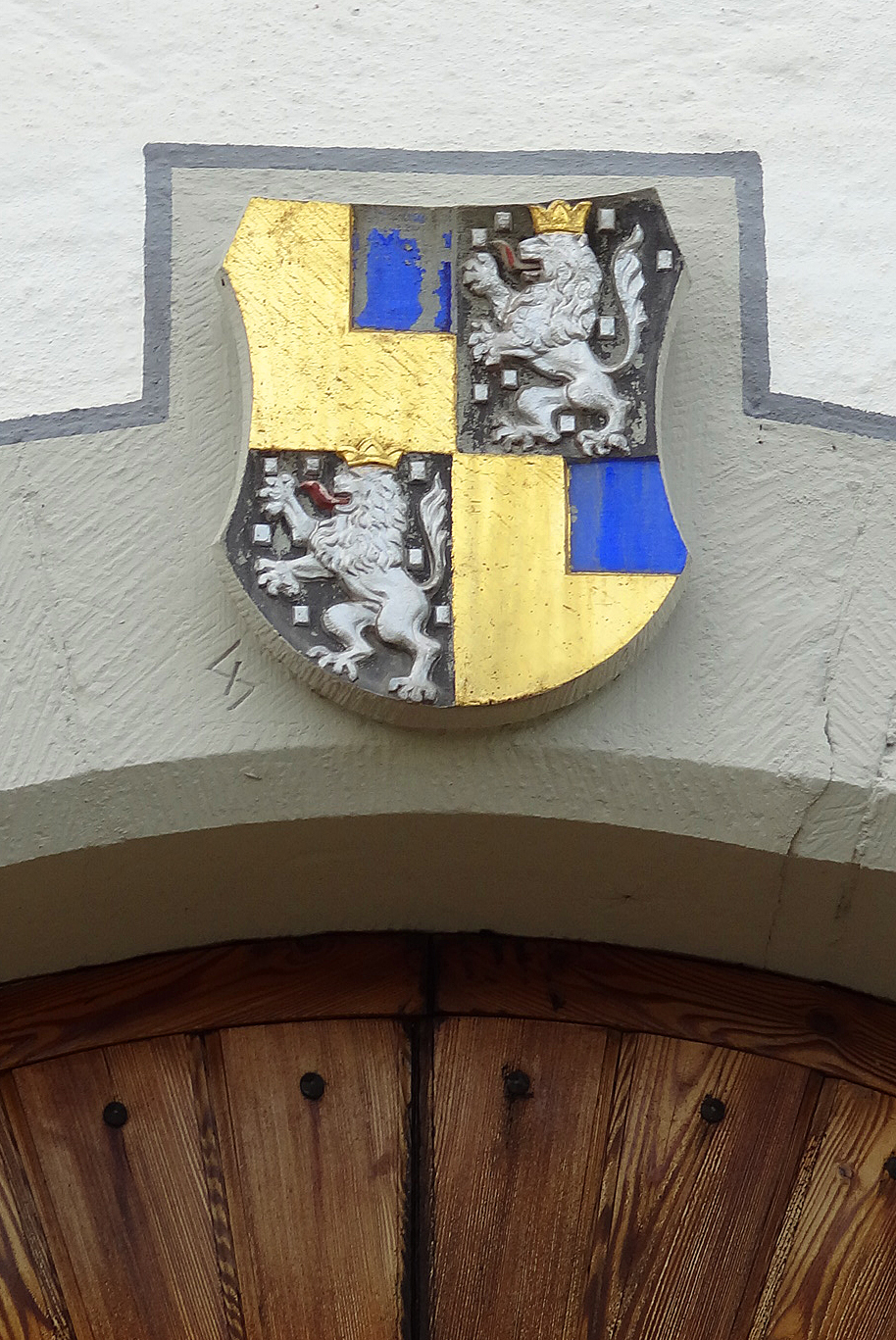
Wappen der Zollikofer am Schloss Altenklingen

Julius Hieronymus Zollikofer war der Sohn von Heinrich Laurenz Zollikofer von und zu Altenklingen (* 23. Oktober 1686 in St. Gallen; † 1. September 1740 ebenda) und dessen Ehefrau Margaretha, geb. Vautravers.
Er wurde 1752 Richter und 1759 Zunftmeister der Schneider in St. Gallen. In der Zeit von 1764 bis 1783 war er Ratsherr und in dieser Zeit 1766 Eherichter und Schaffner im Rheintal. Von 1766 bis 1783 war er Präsident der Gesellschaft zum Notenstein und wurde 1770 Stuckhauptmann (Hauptmann der Artillerie) sowie 1772 Syndikus der französischen Kirche in St. Gallen und von 1774 bis 1783 städtischer Seckelmeister.
1779 nahm er als Ehren-Gesandter an der Tagsatzung in Frauenfeld sowie 1780 als Ehrengesandter in Baden teil. 1781 war er als Deputierter bei der Tagsatzung in Solothurn, als es um die schweizerischen Privilegien in Frankreich ging.
1783 wurde er zum Altbürgermeister, Reichsvogt und Amtsbürgermeister gewählt und übte dieses Amt abwechselnd mit Hans Joachim Bernet und Hans Joachim Steinmann und ab 1793 abwechselnd mit Paulus Züblin und Caspar Steinlin bis 1795 aus.
1780 eröffnete Johann Martin Reutiner (1758–1816) in St. Gallen einen Buchladen, dem zugleich eine Lese-Bibliothek angegliedert war. Er musste sein Geschäft jedoch 1787 wieder aufgeben, weil er wegen seines Übertritts zum katholischen Glauben das Bürgerrecht und seine Handelserlaubnis verlor. Das veranlasste Julius Hieronymus Zollikofer, gemeinsam mit seinem Schwiegersohn Conrad Fehr, David Gonzenbach (1738–1810), Sebastian Kunkler (1740–1814) und dem Arzt Caspar Wetter (1750–1796) zur Gründung einer neuen Buchhandlung. Sie bildeten ein Konsortium und kauften den Büchervorrat von Martin Reutiner auf. Die Geschäftsführung übernahm der Buchbinder Jakob Huber (1748–1805), die Firma erhielt den Namen Huber und Companie, den sie auch beibehielt, als 1793 Conrad Fehr die Buchhandlung alleine weiter führte. Sein Sohn Johannes Fehr (1779–1838) übernahm die väterliche Buchhandlung, die bis 1975 im Familienbesitz blieb und ab 1886 in Fehr'sche Buchhandlung umbenannt wurde.
Julius Hieronymus Zollikofer war in erster Ehe seit dem 16. Januar 1742 mit Elisabeth (* 2. April 1722 in Bischofszell; † unbekannt), Tochter des Hans Jakob Zwinger (* 24. Mai 1678 in Bischofszell; † 2. April 1730 ebenda), Kaufmann, verheiratet. Von ihren Kindern sind namentlich bekannt:
- Maria Magdalena (* 24. Juni 1742; † 16. September 1808)[4], verheiratet mit dem Kaufmann Michael Schlatter (1737–1810), ihre Tochter Maria Elisabeth (* 6. März 1770 in St. Gallen; † 23. Juli 1813 ebenda) heiratete später den Kaufmann und Politiker Hermann von Fels.
- Johannes (* 27. November 1746 in St. Gallen; † 10. Juni 1793 ebenda), verheiratet mit Anna Sabina (* 11. Juni 1759 in Bischofszell-Hauptwil; † 19. April 1834), Tochter von Hans Jakob Gonzenbach (1719–1783)
- Elisabeth Katharina (* 8. April 1750 in St. Gallen; † 10. Dezember 1818 ebenda), verheiratet mit Conrad Fehr (* 18. November 1749; † 15. Juni 1815), Buchhändler
- Rosina (* 20. Oktober 1751 in St. Gallen; † 14. Juni 1821 ebenda), verheiratet mit Hans Anton Zili (* 24. März 1747 in St. Gallen; † 10. Februar 1811 ebenda), ein Sohn des Caspar Zili (1717–1758)

In zweiter Ehe war er seit 1769 mit Elisabeth, Tochter des Friedrich Girtanner (1664–1753), Kaufmann, verheiratet.

## Mitgliedschaften
Julius Hieronymus Zollikofer war Mitglied der Gesellschaft zum Notenstein.